# 熱污染

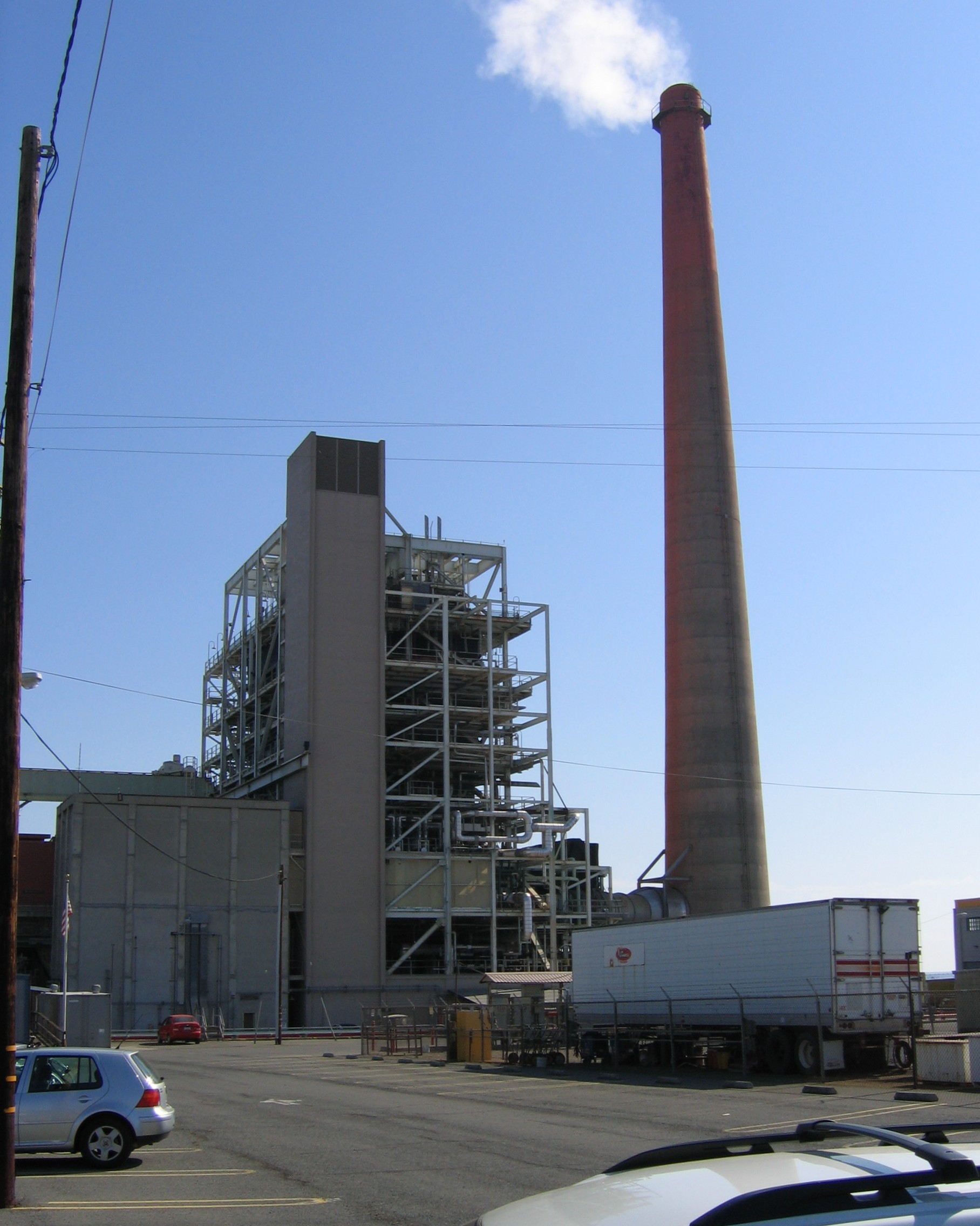
發電站排放熱水進入舊金山灣

熱污染（Thermal pollution）是指人類活動造成水溫的不正常上升。

## 原因
工廠或發電廠使用水作為冷凍劑，用完後排出海洋或河流。雖然這些水未必含有害物質，並未造成水污染，但其高溫卻會影響水中的生態。

## 後果
- 氧氣供應減少：水溫越高，氧氣的溶解度更低。若水中氧氣不足，動物便很易死亡，植物在夜間（不能進行光合作用時）也會死亡。
- 影響生理功能：不少水中的生物，特別是魚，是冷血動物。牠們無法適應水溫的改變，很易死亡。對於其他生物，酶的功能會受影響，令新陳代謝發生問題。
- 動植物的滅絕會破壞食物鏈。